# Parigi-Tours 1901
La Parigi-Tours 1901, seconda edizione della corsa, si svolse il 30 giugno 1901, per un percorso totale di 253 km. Fu vinta dal francese Jean Fischer, al traguardo con il tempo di 9h22'35" alla media di 26,983 km/h.
Partenza a Parigi con 30 ciclisti di cui soltanto 9 portarono a termine il percorso.

## Ordine d'arrivo (Top 10)
| Pos. | Corridore         | Squadra | Tempo      |
| ---- | ----------------- | ------- | ---------- |
| 1    | Jean Fischer      |         | 9h22'35"   |
| 2    | Georges Lorgeou   |         | s.t.       |
| 3    | Édouard Wattelier |         | a 42'59"   |
| 4    | Antoine Wattelier |         | a 47'10"   |
| 5    | J. Chalansonnet   |         | a 50'07"   |
| 6    | Victore Lefevre   |         | a 1h21'48" |
| 7    | Achille Germain   |         | s.t.       |
| 8    | Georges Clément   |         | a 1h43'25  |
| 9    | Auguste Launay    |         | a 1h53'25" |